# The Prayer
The Prayer is de eerste single van het album A Weekend In The City van de groep Bloc Party. In de Verenigde Staten werd "I Still Remember" eerder al als single uitgebracht en was "The Prayer" de tweede single.

## Videoclip
De videoclip van dit nummer werd uitgebracht op 5 december 2006. Deze clip werd geregisseerd door Walter Stern, die bekend is van video's van Massive Attack ("Teardrop" en "Angel"), The Prodigy ("Firestarter") en The Verve ("Bitter Sweet Symphony").

## Receptie
De single behaalde in het Verenigd Koninkrijk de 4e plaats in de UK Singles Chart.

## Tracklists

### CD: Wichita / WEBB118SCD (VK)
Alle muziek en teksten zijn geschreven door Bloc Party. 
| Nr. | Titel                                   | Duur |
| --- | --------------------------------------- | ---- |
| 1.  | The Prayer                              | 3:46 |
| 2.  | We Were Lovers                          | 4:14 |
| 3.  | The Prayer (Phones Metal Jackin' Remix) | 5:03 |

### 7": Wichita / WEBB118S (VK)
| Nr. | Titel      | Duur |
| --- | ---------- | ---- |
| 1.  | The Prayer | 3:46 |
| 2.  | England    | 4:15 |

### 7": Wichita / WEBB118SX (VK)
| Nr. | Titel       | Duur |
| --- | ----------- | ---- |
| 1.  | The Prayer  | 3:46 |
| 2.  | Version 2.0 | 3:21 |

### Remixes Promo CDM: V2 (VK)
| Nr. | Titel                                        | Duur |
| --- | -------------------------------------------- | ---- |
| 1.  | The Prayer (Break & Silent Witness Remix)    | 5:42 |
| 2.  | The Prayer (Phones Metal Jackin' Remix)      | 5:03 |
| 3.  | The Prayer (Para One Remix)                  | 6:04 |
| 4.  | The Prayer (Does It Offend You, Yeah? Remix) | 4:17 |

#### Bonus download track
| Nr. | Titel                        | Duur |
| --- | ---------------------------- | ---- |
| 5.  | The Prayer (Hadouken! Remix) | 2:37 |